# Alfoz
Alfoz – miasto w Hiszpanii w regionie Galicja w prowincji Lugo. Z Alfoz pochodzi były hiszpański piłkarz Juan Carlos Mandiá. 